# Usines Mathieu

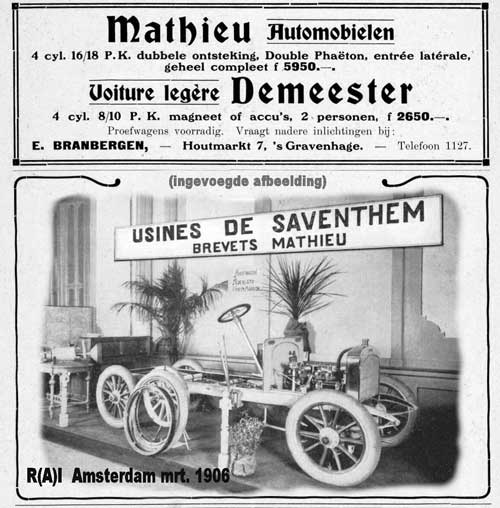
Anzeige aus 1906

Usines Mathieu war ein belgischer Hersteller von Automobilen und Motorrädern aus Zaventem.

## Unternehmensgeschichte
Das Unternehmen Usines de Saventhem, Brevets E. Mathieu, vormals Etablissements de Construction d’Automoteurs système E. Mathieu des Franzosen Eugène Mathieu übernahm 1902 das in Liquidation gegangene Konkurrenzunternehmen Usines Delin. Ende 1906 erfolgte die Fusion mit Belgica. Das war das Ende des Markennamens Mathieu.

## Automobile
Anfangs wurden Autos mit Einzylindermotoren hergestellt, die wahlweise 6 oder 8 PS leisteten. 1903 kam das Einzylindermodell 9 CV dazu. 1904 wurde das Angebot um die beiden Vierzylindermodelle 8/12 CV und 15/30 CV ergänzt. Anfang 1906 bestand das Angebot aus 14/16 CV, 24/30 CV und 35/45 CV.

## Motorräder
Die hergestellten Motorräder wurden unter dem Markennamen Automoteurs vermarktet.